# Brennkogel
Der Brennkogel ist ein 3018 m ü. A. hoher Berg in der Glocknergruppe der Hohen Tauern in Österreich. Der Gipfel befindet sich im Alpenhauptkamm, genau auf der Grenzlinie zwischen Kärnten und Salzburg, ca. 2,5 km Luftlinie nordwestlich des Hochtores. Auf dem teilweise markierten Normalanstieg vom Hochtor und vom Fuscher Törl aus ist der Gipfel bei schneefreien und trockenen Verhältnissen relativ einfach erreichbar. Bei günstigem Wetter kann man vom Gipfel einen schönen Ausblick zum Großglockner (3798 m ü. A.) und in die umgebende Bergwelt genießen.

## Geologie
Direkt auf dem Grat vom Hochtor zum Brennkogel (und darunter) steht ein Serpentinit an, der von wenigen Quarzgängen durchzogen wird, die Tauerngoldgänge darstellen. Diese wurden in der frühen Neuzeit auf Gold abgebaut und zeichneten sich durch einen besonders hohen Gehalt an Freigold aus.

## Anstiege
Da der Berg leicht bestiegen werden kann, ist anzunehmen, dass schon seit alters her Menschen auf dem Gipfel waren. Die erste literarisch belegte Besteigung fand im Jahr 1800 statt. Der Leipziger Botaniker Christian Friedrich Schwägrichen hielt sich anlässlich seiner Bergfahrt zum Großglockner im Gebiet auf und bestieg den Brennkogel.
- Der heutige Normalweg führt vom Hochtor (2576 m ü. A.), zuerst auf einem markierten Weg nordwestwärts über die Bretterscharte teils ausgesetzt in die Brennkogelscharte (2637 m ü. A.). Man verlässt den Wanderweg sobald man die unterste Terrasse im großen Kar südlich des Gipfels erreicht (großer Steinmann) westlich der Brennkogelscharte und folgt den meist deutlichen Steigspuren (mit Steinmännern markiert) in Richtung Norden und gelangt auf einem zunehmend steiler werdenden Schutt- bzw. Blockhang über zwei Terrassen (teils Trittsicherheit nötig) in die Scharte (2943 m ü. A.) westlich vom Gipfel und weiter in östlicher Richtung über einen kurzen Rücken auf einer fast durchgehenden Steigspur zum Gipfel mit Kreuz. (Gehzeit ab dem Hochtor: ca. 2½ Stunden). Alternativ kann über den Südwestgrat unschwierig aufgestiegen werden, wobei dieser teils als breiter Rücken ausgeprägt ist, an einer Stelle erfordert das meist schuttartige Gelände an einem schmalen Gratübergang Trittsicherheit.
- Ein weiterer, anspruchsvollerer, nicht markierter, Trittsicherheit und Schwindelfreiheit erfordernder Anstieg bietet sich über den Nordnordostgrat an. Ausgangspunkt ist die Großglockner-Hochalpenstraße nahe dem Fuscher Törl.[5]

Auf den Nebengipfel, den Kloben (2938 m ü. A.), führt eine der bekanntesten Schitouren des Salzburgerlandes.